# La Mallorée
La Mallorée, suite de La Belgariade, est une série de fantasy en cinq volumes, écrite par David Eddings.
Elle est constituée de :
1. Les Gardiens du Ponant, 1992 ((en) Guardians of the West, 1987)
2. Le Roi des Murgos, 1993 ((en) King of the Murgos, 1988)
3. Le Démon majeur de Karanda, 1993 ((en) Demon Lord of Karanda, 1988)
4. La Sorcière de Darshiva, 1994 ((en) Sorceress of Darshiva, 1989)
5. La Sibylle de Kell, 1994 ((en) The Seeress of Kell, 1991)

## Histoire générale
Belgarion, Roi de Riva, Tueur de Dieu, doit maintenant accomplir un autre périple à travers le monde, jusqu'aux lointaines contrées orientales de la Mallorée où règne l'empereur Zakath, pour récupérer son fils, enlevé par la sorcière Zandramas. Heureusement, il peut compter sur l'aide de ses compagnons, anciens aussi bien que nouveaux, pour l'épauler dans cette quête qui doit décider une bonne fois pour toutes laquelle des deux prophéties opposées doit supplanter l'autre.

### Les Gardiens du Ponant
À la fin de La Belgariade, Garion a tué le dieu maléfique Torak et prévoit une paix durable. La première moitié du livre se concentre sur les huit premières années du règne de Belgarion, décrivant les problèmes mineurs, y compris l'infertilité apparente de la reine Ce'Nedra et une guerre civile en Arendie. Tous ces problèmes sont résolus sans trop de peine, fournissant une certaine détente de l'atmosphère. Le livre décrit aussi la vie de Mission, le pupille de Polgara. Pendant ses années là-bas, Mission révèle des pouvoirs extraordinaires de perception extra-sensorielle qui s'étendent presque à l'omniscience . Cela montre qu'il a quelque talent, si ce n'est beaucoup, dans l'utilisation de la Volonté et du Verbe. Cela intrigue Polgara et Belgarath. Pendant les mêmes années, Mission obtient une leçon (par télépathie) d'un arbre ancien et deux contacts avec des personnes importantes pour son destin.
Avant l'aube d'un jour particulier, Garion et Mission sont tous deux convoqués par l'Orbe d'Aldur à la salle du roi de Riva, où l'Orbe brille soudainement d'un rouge profond et la Voix de la Prophétie les avertit : "Méfiez-vous de Zandramas ! ". Par la suite Garion et Belgarath cherchent à découvrir l'identité et le but de Zandramas dans les archives des anciennes, et douteuses, prophéties. En fin de compte, Garion apprend qu'il est encore une figure de la prophétie et porte la responsabilité de vaincre le successeur de Torak, « l'Enfant des Ténèbres ».
À la suite de la découverte de Garion, son régent Brand est assassiné par des tueurs envoyés pour tuer Ce'Nedra et son fils nouveau-né, Geran. Les assassins sont reliés au Culte de l'Ours, une légion de fanatiques ethnocentriques dédiés à la réunification de l'empire divisé entre les fils de l'ancêtre de Garion, le roi Cherek. Garion apprend plus tard que le Culte de l'Ours ont pris plusieurs villes en Alorie comme bases d'opérations. En réponse, lui et d'autres descendants de Cherek détruisent le Culte de l'Ours, mais sont incapables d'empêcher l'enlèvement du prince Geran par une troisième entité. Lorsque le culte est détruit, il est révélé que le chef des cultistes est le prêtre / sorcier Harakan, un serviteur d'Urvon, disciple de Torak. Harakan échappe peu de temps après la révélation de sa véritable identité.
Les chefs militaires sont visités plus tard par la voyante Cyradis, qui révèle que l'enlèvement a été réalisée par Zandramas, le nouvel Enfant des Ténébres, et que Garion doit le récupérer à l'aide de Belgarath , Polgara , Ce'Nedra, Mission, Durnik, et Silk; mais il doit plus tard obtenir l'aide de la Chasseresse (une espionne drasnienne nommée Liselle ou Velvet), de l'Homme-qui-n'est-pas-un-Homme (l'eunuque Sadi), le Vide (l'empereur Malloréen Zakath), le Silencieux (Toth, garde du corps de Cyradis) et la Femme qui Regarde (Poledra, la femme de Belgarath). Avec ses compagnons, il doit se rendre à "l'Endroit-qui-n'est-plus" pour la dernière rencontre entre la Lumière et les Ténèbres qui décidera du sort du monde. Lorsque toutes les objections sont surmontés, le groupe se rassemble et part.

### Le Roi des Murgos
Dans ce livre, Belgarion et ses compagnons de voyage en apprennent davantage sur la femme meurtrière Zandramas et son subordonné Naradas, un Angarak aux yeux blancs. Pendant leur séjour à Nyissie ils recrutent Sadi, ex-chef eunuque expulsé de la cour de la reine Salmissra. Sadi convainc le groupe de se présenter comme des marchands d'esclaves à la recherche de fugitifs échappés pendant que l'armée Malloréenne ravage le Cthol Murgos. Quand ils entrent dans les terres désolés du Cthol Murgos, ils sont capturés par les habitants du désert (les Dagashi), qui leur confient la tâche de faire passer un assassin à travers les lignes de l'armée Malloréenne. Finalement, ils arrivent dans le palais du roi des Murgos, Urgit, et découvrent, à la surprise de Kheldar, que son père avait engendré le roi Murgo lors d'une mission diplomatique de nombreuses années auparavant.
Urgit, en apprenant que Kheldar est son demi-frère, organise pour le groupe le voyage vers le sud jusqu'à l'île de Verkat. Avant qu'ils ne quittent la ville, ils constatent que l'assassin Dagashi est en fait Harakan. Garion et Harakan s'affrontent alors à l'épée, jusqu'au moment où Harakan a recours à la sorcellerie pour se sauver. Le groupe navigue ensuite vers le sud. En route, leur navire fait naufrage et ils doivent se rendre à la côte à pied. Sur la côte, Toth leur dit que Cyradis a préparé un bateau pour les emmener à l'île de Verkat vers la Mallorée. Avant de pouvoir quitter l'île, les soldats Malloréens viennent les chercher, et Cyradis, qui doit encourager les deux Nécessités équitablement, dit à Toth d'alerter les gardes de leur présence. Le livre se termine avec la compagnie étant envoyé au château de l'empereur 'Zakath.

### Le Démon majeur de Karanda
Au début de ce chapitre, Belgarion et ses compagnons de voyage sont amenés en Mallorée. Ici Belgarion rencontre Kal Zakath, l'empereur Malloréen, décidé à détruire la famille royale de Cthol Murgos. Peu à peu, 'Zakath et Garion deviennent amis. Lorsqu'une peste se propage soudainement, nécessitant la mise en quarantaine de la capitale (Mal Zeth), le groupe d'aventurier parvient à s'échapper de la ville afin de poursuivre leur voyage. Dans leur fuite, ils sont rejoints par le bouffon Feldegast (en fait Beldin déguisé, le «frère» de Belgarath), avec qui ils approchent d'Ashaba, l'ancien château (en ruine) de Torak. Les problèmes surgissent quand ils confirment la présence de démons sous les ordres du Seigneur Démon Nahaz, qui a rendu fou le disciple Urvon.
Atteignant Ashaba, Garion est dupé : il croit voir Zandramas et son fils, Geran, s'entretenir avec Urvon et charge dans la salle du trône. Beldin, à la vue de Urvon et de son homme Harakan, reprend sa véritable forme; cela déclenche un combat avec les forces d'Urvon, aboutissant à la mort de Harakan. Nahaz fait alors face au groupe de sorciers et à l'Orbe, prêt à se battre; mais quand Mission vient se mettre aux côtés de Garion, le Seigneur Démon s'enfuit, emportant Urvon avec lui. Le groupe continue ensuite vers l'est. Voyageant à travers la campagne infestée par les démons, le groupe rencontre Zandramas, qui tente de contraindre Ce'Nedra à approcher suffisamment pour pouvoir la tuer, jusqu'à ce Poledra (la mère de Polgara et la femme de Belgarath) oblige Zandramas à s'enfuir.

## Univers
Le premier tome de La Mallorée se déroule dans les royaumes du Ponant, le second au Cthol Murgos et les trois derniers en Mallorée.

### Cthol Murgos
Le Cthol Murgos est le royaume des Murgos, un des cinq peuples Angaraks, situé sur le continent du Ponant. Il est divisé en neuf régions militaires. À l'époque de la Mallorée, le Cthol Murgos est dirigé par le roi Urgit, fils de Taur Urgas. Une grande partie du royaume est sous la tutelle des Malloréens qui s'en sont emparés après la mort de Taur Urgas lors de la bataille de Thull Mardu.

### Mallorée
L'infinie Mallorée est un empire situé sur le continent du Levant, dirigé depuis la capitale Mal Zeth par l'empereur Zakath. L'empire de Mallorée est composé de plusieurs principautés :
- La Mallorée antique, qui est le centre historique de l'empire. La population est composée de deux anciennes tribus angarakes : les Malloréens et les Grolims. On trouve dans cette province deux sites religieux majeurs : Cthol Misrak, la ville maudite du dieu Angarak Torak ; et Mal Yaska, où règne le dernier disciple de Torak, Urvon ; ainsi que la capitale Mal Zeth.
- Les sept royaumes de Karanda. Les Karandaques sont une des quatre tribus de sans-dieu. Considérés comme un peuple primitif, ils vénèrent les démons. Ils ont été soumis par les Malloréens au cours du deuxième millénaire, et les Grolims ont tout fait au cours des siècles pour les convertir au culte de Torak. Cependant, les Karandaques n'ont jamais vraiment abandonné leurs anciennes pratiques religieuses et les mages locaux continuent d'invoquer les démons en cachette. Durant la période de l'histoire couverte par La Mallorée, les royaumes de Karanda se révoltent contre les Malloréens et le gouvernement de Mal Zeth.
- L'empire de Melcénie. Les Melcènes sont considérés comme des professionnels de l'administration. La capitale de l'empire, située sur l'île de Melcène, est le centre financier du monde.
- Les protectorats de Dalasie. Le peuple Dal est une des quatre tribus de sans-dieu. Ils sont considérés comme des mystiques et leur capitale, Kell, est le siège de leur pouvoir. On y trouve, entre autres, les Sibylles.

## Personnages
- Beldin, sorcier nain et bossu, disciple d'Aldur, déguisé en Feldegast le Bateleur.
- Belgarath L'Éternel et le Bien-aimé, le sorcier, disciple d'Aldur
- Belgarion, roi de Riva, L'Enfant de Lumière et Le Tueur de Dieu, le héros de l'histoire
- Brador : chef du département de l'intérieur de l'empire de Mallorée, c'est l'un des plus proches collaborateurs de l'empereur Zakath. Il est également le chef des services secrets de l'empire de Mallorée.
- Ce'Nedra, La Reine du Monde (princesse de Tolnedrie et Reine de Riva)
- Cyradis, sibylle de Kell
- Durnik, L'Homme aux deux vies (un forgeron Sendarien, époux de Polgara)
- Harakan, prêtre Grolim au service d'Urvon
- Kheldar ou Silk, Le Guide (prince de Drasnie)
- Liselle ou Velvet, La Chasseresse, margravine, nièce du Margrave Khendon (Javelin) et membre des services secrets drasniens
- Naradas, prêtre grolim au service de Zandramas
- Poledra, La Femme qui Regarde, femme de Belgarath et mère de Polgara et Beldaran (supposée morte à la naissance de ses filles).
- Polgara, la sorcière (fille de Belgarath, épouse de Durnik et accessoirement duchesse d'Erat)
- Mission, Le Porteur de l'Orbe, enfant trouvé par Zedar pour voler l'Orbe d'Aldur et nommé plus tard Essaïon, septième dieu à la place de Torak.
- Sadi, ex-chef eunuque de Salmissra au palais de Sthiss Tor, en Nyissie
- Toth, le guide muet de Cyradis
- Urgit, roi du Cthol Murgos
- Urvon, disciple de Torak et maître de Mal Yaska
- Vella, danseuse nadrake, "propriété" de Yarblek
- Yarblek, marchand nadrak, et associé de Silk
- Zandramas, L'Enfant des Ténèbres durant la période du cycle La Mallorée, prêtresse Grolim
- Zakath (ou Kal Zakath), Le Vide, empereur de Mallorée